# Jerászimosz Jermanákosz
Jerászimosz Jermanákosz, görögül: Γεράσιμος Γερμανάκος (?, 1941. január 15. – ?, 2016. december 20.) görög nemzetközi labdarúgó-játékvezető.

## Pályafutása

### Nemzeti kupamérkőzések
Vezetett Kupa-döntők száma: 2.

#### Szuper-kupa
A görög labdarúgás első és 3. szuper-kupa döntő mérkőzését koordinálhatta.
| Időpont             | Helyszín                               | Mérkőzés típusa | Mérkőzés                       | Eredmény |
| ------------------- | -------------------------------------- | --------------- | ------------------------------ | -------- |
| 1987. augusztus 29. | Olimpiai Spyridon Louis Stadion, Athén | döntő           | PAE Olimbiakósz SZFP–ÓFI Kréta | 1 : 0    |
| 1989. augusztus 30. | Olimpiai Spyridon Louis Stadion, Athén | döntő           | AÉK–PAE Panathinaikósz AÓ      | 1 : 1    |

### Nemzetközi játékvezetés
A Görög labdarúgó-szövetség Játékvezető Bizottsága (JB) 1984-ben terjesztette fel nemzetközi játékvezetőnek, a Nemzetközi Labdarúgó-szövetség (FIFA) bíróinak keretébe. Több nemzetek közötti válogatott és klubmérkőzést vezetett. A görög nemzetközi játékvezetők rangsorában, a világbajnokság-Európa-bajnokság sorrendjében többedmagával a 6. helyet foglalja el 3 találkozó szolgálatával. Az aktív nemzetközi játékvezetéstől 1990-ben búcsúzott.

#### Európa-bajnokság
Az európai-labdarúgó torna döntőjéhez vezető úton Német Szövetségi Köztársaságba a VIII., az 1988-as labdarúgó-Európa-bajnokságra az UEFA JB játékvezetőként foglalkoztatta.
| Időpont             | Helyszín                    | Mérkőzés típusa           | Mérkőzés                  | Eredmény | Nézők száma |
| ------------------- | --------------------------- | ------------------------- | ------------------------- | -------- | ----------- |
| 1986. október 15.   | Lužánkami Stadion, Brno     | előselejtező (6. csoport) | Csehszlovákia–Finnország  | 3 : 0    | 25 600      |
| 1987. április 29.   | Qemal Stafa Stadion, Tirana | előselejtező (1. csoport) | Albánia–Ausztria          | 0 : 1    | 17 250      |
| 1987. szeptember 9. | Luzsnyiki Stadion, Moszkva  | előselejtező (3. csoport) | Szovjetunió–Franciaország | 1 : 1    | 86 048      |

#### Nemzetközi kupamérkőzések
Vezetett Kupa-döntők száma: 1.

##### UEFA-kupa
Az UEFA JB szakmai felkészültségének elismeréseként megbízta az egyik döntő mérkőzés koordinálásával.
| Időpont        | Helyszín                  | Mérkőzés típusa      | Mérkőzés                 | Eredmény | Nézők száma |
| -------------- | ------------------------- | -------------------- | ------------------------ | -------- | ----------- |
| 1989. május 3. | San Paolo stadion, Nápoly | döntő első találkozó | SSC Napoli–VfB Stuttgart | 2 : 1    | 81 093      |

##### Magyar kapcsolat
Az 1989/1990-es UEFA-kupa a verseny 19. szezonja volt. 
| Időpont              | Helyszín             | Mérkőzés típusa       | Mérkőzés         | Eredmény |
| -------------------- | -------------------- | --------------------- | ---------------- | -------- |
| 1989. szeptember 27. | Népstadion, Budapest | előselejtező első kör | MTK–Dinamo Kijiv | 1 : 2    |

## Családi kapcsolat
Mihálisz Jermanákosz FIFA játékvezető, akinek apja Jerászimosz (Makis) Jermanákosz.